# Færdselslære
Færdselslære er et folkeskolefag, der ikke har tillagt selvstændige timer. Undervisningen varetages normalt af klasselæreren som en integreret del af den øvrige undervisning. 
I Den Blå Betænkning (Undervisningsvejledning for folkeskolen) fra 1960 står der om færdselslære: »I henhold til folkeskolelovens § 17, stk. 5, skal færdselslære efter undervisningsministerens nærmere bestemmelse indgå i undervisningen i hovedskolen.«
Undervisningens formål er børnenes sikkerhed i trafikken, og de skal derfor undervises i færdselsregler og færdselstavler, så de kan færdes sikkert i trafikken.
Den Blå Betænkning er nu historie; men undervisningsområdet færdselslære består fortsat, dog uden separat timetal.